# 1,3-dimetil-2-imidazolidinone
L'1,3-dimetil-2-imidazolidinone (DMI) è una molecola di momento dipolare elevato, μ = 4,05~4,09 D. È un'urea ciclica utilizzata come un solvente polare aprotico e mezzo di reazione altobollente. Si presenta come un liquido incolore di notevole costante dielettrica (εr = 37,60) e con grande stabilità chimica e termica.  Può essere preparato per reazione tra la 1,2-dimetiletilendiammina ed il fosgene. Il suo omologo con ciclo a sei termini, il DMPU, è un solvente molto simile. Un'altra molecola simile chimicamente (è la corrispondente non ciclica), e per le proprietà, è la tetrametilurea.

## Utilizzo come solvente
Il DMI ha una eccellente abilità solvatante per composti organici ed inorganici, ed in molti casi ha preso il posto, assieme alla DMPU, di solventi più tossici come l'HMPA.
Il DMI è tossico se entra a contatto con la pelle.